# Teresziwci
Teresziwci (ukr. Терешівці) – wieś na Ukrainie, w obwodzie chmielnickim, w rejonie chmielnickim, w hromadzie Lisowi Hryniwci. W 2001 liczyła 707 mieszkańców, spośród których 694 wskazało jako ojczysty język ukraiński, 11 rosyjski, 1 białoruski, a 1 inny.